# Zen+
Zen+ é o nome de uma microarquitetura de processador de computador da AMD. É o sucessor da microarquitetura Zen de primeira geração, e foi lançado pela primeira vez em abril de 2018, alimentando a segunda geração de processadores Ryzen, conhecidos como Ryzen 2000 para sistemas de desktop convencionais, Threadripper 2000 para configuração de desktop de ponta e Ryzen 3000G (em vez de 2000G) para unidades de processamento acelerado (APUs).

## Características

Die shot de Ryzen 5-2600

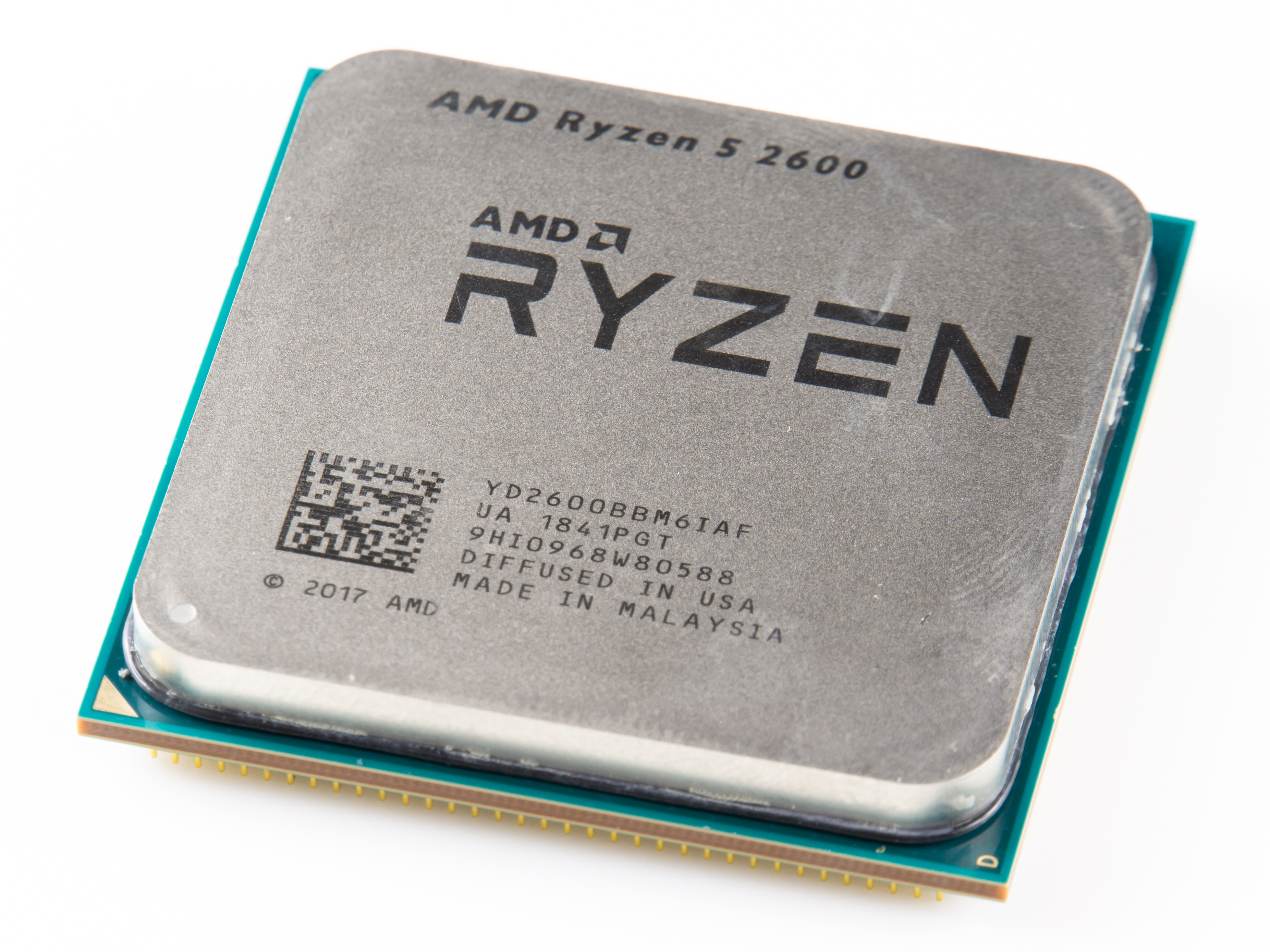
Um AMD Ryzen 5 2600

Zen+ usa o processo de fabricação de 12 nm da GlobalFoundries, uma otimização do processo de 14 nm usado para o Zen, com apenas pequenas alterações nas regras de design. Isso significa que os tamanhos dos chips entre o Zen e o Zen+ são idênticos, pois a AMD optou por usar os novos transistores menores para aumentar a quantidade de espaço vazio, ou "silício escuro", entre os vários recursos do chip. Isso foi feito para melhorar a eficiência de energia e reduzir a densidade térmica para permitir velocidades de clock mais altas, em vez de projetar uma planta baixa inteiramente nova para um chip fisicamente menor (o que teria sido significativamente mais trabalhoso e, portanto, mais caro). Essas otimizações de processo permitiram que o Zen+ de 12 nm tivesse um clock cerca de +250 MHz (≈6%) mais alto ou reduzisse o consumo de energia quando na mesma frequência em 10%, quando comparado aos seus produtos Zen de 14 nm anteriores. Embora inversamente no nível da microarquitetura, o Zen+ teve apenas pequenas revisões em relação ao Zen. As mudanças conhecidas na microarquitetura incluem regulação aprimorada da velocidade do clock aprimorada em resposta à carga de trabalho ("Presecion Boost 2"), latências de cache e memória reduzidas (algumas signicativamente), largura de banda de cache aumentada e, finalmente, desempenho IMC aprimorado, permitindo melhor suporte de memória DDR4 (oficialmente classificado pela JEDEC para suportar até 2933 MHz em comparação com apenas 2666 MHz no núcleo Zen anterior), e corrigiu muitos bugs de hardware encontrados no Zen 1, como bugs fTPM/PSP no Zen 1 e bugs SVM/SLAT no Zen 1.
O Zen+ também suporta melhorias nos recursos de clock por núcleo, com base na utilização do núcleo e nas temperaturas da CPU. Essas mudanças nos algoritmos de utilização, temperatura e energia são denominadas "Precision Boost 2" e "XFR2" ("eXtended Frequency Range 2"), evoluções das tecnologias de primeira geração no Zen. No Zen, o XFR deu um aumento adicional de 50 a 200 MHz na velocidade do clock (em incrementos de 25 MHz) sobre os clocks máximos do Precision Boost. Para o Zen+, o XFR2 não está mais listado como um modificador de clock separado. Em vez disso, o monitoramento e a lógica XFR de temperatura, energia e clock do XFR alimentam o algoritmo Precision Boost 2 para ajustar os clocks e o consumo de energia de forma oportuna e dinâmica.
Em última análise, as mudanças no Zen+ resultaram em uma melhoria de 3% no IPC em relação ao Zen; o que, em conjunto com velocidades de clock 6% maiores, resultou em um aumento geral de até 10% no desempenho.

## Tabelas de recursos

### CPUs
Tabela de recursos de CPU

### APUs
Tabela de recursos de APU

## Produtos

### CPUs de desktop
Recursos comuns das CPUs de desktop Ryzen 2000:
- Socket: AM4.
- Todas as CPUs suportam DDR4-2933 no modo dual-channel, exceto R7 2700E e R5 2600E que suportam velocidades DDR4-2666.
- Cache L1: 96 KB (32 KB de dados + 64 KB de instrução) por núcleo.
- Cache L2: 512 KB por núcleo.
- Todas as CPUs suportam 24 pistas PCIe 3.0. 4 das pistas são reservadas como link para o chipset.
- Sem gráficos integrados.
- Processo de fabricação: GlobalFoundries 12LP (14LP+).

| Marca e Modelo | Marca e Modelo | Cores (threads) | Solução térmica        | Taxa de clock (GHz) | Taxa de clock (GHz) | Cache L3 (total) | TDP   | Core config | Data de lançamento     | MSRP    |
| Marca e Modelo | Marca e Modelo | Cores (threads) | Solução térmica        | Base                | PB2                 | Cache L3 (total) | TDP   | Core config | Data de lançamento     | MSRP    |
| -------------- | -------------- | --------------- | ---------------------- | ------------------- | ------------------- | ---------------- | ----- | ----------- | ---------------------- | ------- |
| Ryzen 7        | 2700X          | 8 (16)          | Wraith Prism           | 3.7                 | 4.3                 | 16 MB            | 105 W | 2 × 4       | 19 de abril de 2018    | US $329 |
| Ryzen 7        | 2700           | 8 (16)          | Wraith Spire (LED)     | 3.2                 | 4.1                 | 16 MB            | 65 W  | 2 × 4       | 19 de abril de 2018    | US $299 |
| Ryzen 7        | 2700E          | 8 (16)          | OEM                    | 2.8                 | 4.0                 | 16 MB            | 45 W  | 2 × 4       | 19 de setembro de 2018 | OEM     |
| Ryzen 5        | 2600X          | 6 (12)          | Wraith Spire (sem LED) | 3.6                 | 4.2                 | 16 MB            | 95 W  | 2 × 3       | 19 de abril de 2018    | US $229 |
| Ryzen 5        | 2600           | 6 (12)          | Wraith Stealth         | 3.4                 | 3.9                 | 16 MB            | 65 W  | 2 × 3       | 19 de abril de 2018    | US $199 |
| Ryzen 5        | 2600E          | 6 (12)          | OEM                    | 3.1                 | 4.0                 | 16 MB            | 45 W  | 2 × 3       | 19 de setembro de 2018 | OEM     |
| Ryzen 5        | 1600 (AF)      | 6 (12)          | Wraith Stealth         | 3.2                 | 3.6                 | 16 MB            | 65 W  | 2 × 3       | 11 de outubro de 2019  | US $85  |
| Ryzen 5        | 2500X          | 4 (8)           | OEM                    | 3.6                 | 4.0                 | 8 MB             | 65 W  | 1 × 4       | 10 de setembro de 2018 | OEM     |
| Ryzen 3        | 2300X          | 4 (4)           | OEM                    | 3.5                 | 4.0                 | 8 MB             | 65 W  | 1 × 4       | 10 de setembro de 2018 | OEM     |
| Ryzen 3        | 1200 (AF)      | 4 (4)           | Wraith Stealth         | 3.1                 | 3.4                 | 8 MB             | 65 W  | 1 × 4       | 21 de abril de 2020    | US $60  |

1. ↑  Core Complexes (CCX) × cores por CCX

1. 1 2 3   Modelo também disponível como versão PRO como 2600,[18] 2700,[19] 2700X,[20] lançado em 19 de setembro de 2018.
2. 1 2  Os modelos AF são atualizações Zen+ de 12 nm dos modelos Zen 14 nm (1200[27] e 1600[28] com sufixos "AF").

Recursos comuns das CPUs Ryzen 2000 HEDT:
- Socket: TR4.
- Todas as CPUs suportam DDR4-2933 no modo quad-channel.
- Cache L1: 96 KB (32 KB de dados + 64 KB de instrução) por núcleo.
- Cache L2: 512 KB por núcleo.
- Todas as CPUs suportam 64 pistas PCIe 3.0. 4 das pistas são reservadas como link para o chipset.
- Sem gráficos integrados.
- Processo de fabricação: GlobalFoundries 12LP (14LP+).

| Marca e Modelo     | Marca e Modelo | Cores (threads) | Taxa de clock (GHz) | Taxa de clock (GHz) | Cache L3 (total) | TDP   | Chiplets | Core config | Data de lançamento   | MSRP     |
| Marca e Modelo     | Marca e Modelo | Cores (threads) | Base                | PB2                 | Cache L3 (total) | TDP   | Chiplets | Core config | Data de lançamento   | MSRP     |
| ------------------ | -------------- | --------------- | ------------------- | ------------------- | ---------------- | ----- | -------- | ----------- | -------------------- | -------- |
| Ryzen Threadripper | 2990WX         | 32 (64)         | 3.0                 | 4.2                 | 64 MB            | 250 W | 4 × CCD  | 8 × 4       | 13 de agosto de 2018 | US $1799 |
| Ryzen Threadripper | 2970WX         | 24 (48)         | 3.0                 | 4.2                 | 64 MB            | 250 W | 4 × CCD  | 8 × 3       | 2 de outubro de 2018 | US $1299 |
| Ryzen Threadripper | 2950X          | 16 (32)         | 3.5                 | 4.4                 | 32 MB            | 180 W | 2 × CCD  | 4 × 4       | 31 de agosto de 2018 | US $899  |
| Ryzen Threadripper | 2920X          | 12 (24)         | 3.5                 | 4.3                 | 32 MB            | 180 W | 2 × CCD  | 4 × 3       | 3 de outubro de 2018 | US $649  |

1. ↑  Core Complexes (CCX) × cores por CCX

### APUs de desktop
Recursos comuns de APUs de desktop baseadas em Zen+:
- Soquete: AM4.
- Todas as CPUs suportam DDR4 -2933 no modo dual-channel, enquanto Athlon Pro 300GE e Athlon Silver Pro 3125GE suportam apenas DDR4-2666.
- Cache L1: 96 KB (32 KB de dados + 64 KB de instruções) por núcleo.
- Cache L2: 512 KB por núcleo.
- Todas as CPUs suportam 16 pistas PCIe 3.0.
- Inclui GPU GCN integrada de 5ª geração.
- Processo de fabricação: GlobalFoundries 12LP.

| Modelo                   | CPU             | CPU                 | CPU                 | CPU              | GPU             | GPU             | GPU         | GPU                             | TDP  | Data de lançamento     | Preço de lançamento |
| Modelo                   | Cores (threads) | Taxa de clock (GHz) | Taxa de clock (GHz) | Cache L3 (total) | Modelo          | Config          | Clock (MHz) | Poder de processamento (GFLOPS) | TDP  | Data de lançamento     | Preço de lançamento |
| Modelo                   | Cores (threads) | Base                | Boost               | Cache L3 (total) | Modelo          | Config          | Clock (MHz) | Poder de processamento (GFLOPS) | TDP  | Data de lançamento     | Preço de lançamento |
| ------------------------ | --------------- | ------------------- | ------------------- | ---------------- | --------------- | --------------- | ----------- | ------------------------------- | ---- | ---------------------- | ------------------- |
| Athlon Pro 300GE         | 2 (4)           | 3.4                 | —                   | 4 MB             | Vega 3          | 192:12:4 3 CU   | 1100        | 424.4                           | 35 W | 30 de setembro de 2019 | OEM                 |
| Athlon Silver Pro 3125GE | 2 (4)           | 3.4                 | —                   | 4 MB             | Radeon Graphics | 192:12:4 3 CU   | 1100        | 424.4                           | 35 W | 21 de julho de 2020    | OEM                 |
| Athlon Gold 3150GE       | 4 (4)           | 3.3                 | 3.8                 | 4 MB             | Radeon Graphics | 192:12:4 3 CU   | 1100        | 424.4                           | 35 W | 21 de julho de 2020    | OEM                 |
| Athlon Gold Pro 3150GE   | 4 (4)           | 3.3                 | 3.8                 | 4 MB             | Radeon Graphics | 192:12:4 3 CU   | 1100        | 424.4                           | 35 W | 21 de julho de 2020    | OEM                 |
| Athlon Gold 3150G        | 4 (4)           | 3.5                 | 3.9                 | 4 MB             | Radeon Graphics | 192:12:4 3 CU   | 1100        | 424.4                           | 65 W | 21 de julho de 2020    | OEM                 |
| Athlon Gold Pro 3150G    | 4 (4)           | 3.5                 | 3.9                 | 4 MB             | Radeon Graphics | 192:12:4 3 CU   | 1100        | 424.4                           | 65 W | 21 de julho de 2020    | OEM                 |
| Ryzen 3 3200GE           | 4 (4)           | 3.3                 | 3.8                 | 4 MB             | Vega 8          | 512:32:16 8 CU  | 1200        | 1228.8                          | 35 W | 7 de julho de 2019     | OEM                 |
| Ryzen 3 Pro 3200GE       | 4 (4)           | 3.3                 | 3.8                 | 4 MB             | Vega 8          | 512:32:16 8 CU  | 1200        | 1228.8                          | 35 W | 30 de setembro de 2019 | OEM                 |
| Ryzen 3 3200G            | 4 (4)           | 3.6                 | 4.0                 | 4 MB             | Vega 8          | 512:32:16 8 CU  | 1250        | 1280                            | 65 W | 7 de julho de 2019     | US $99              |
| Ryzen 3 Pro 3200G        | 4 (4)           | 3.6                 | 4.0                 | 4 MB             | Vega 8          | 512:32:16 8 CU  | 1250        | 1280                            | 65 W | 30 de setembro de 2019 | OEM                 |
| Ryzen 5 Pro 3350GE       | 4 (4)           | 3.3                 | 3.9                 | 4 MB             | Radeon Graphics | 640:40:16 10 CU | 1200        | 1536                            | 35 W | 21 de julho de 2020    | OEM                 |
| Ryzen 5 Pro 3350G        | 4 (8)           | 3.6                 | 4.0                 | 4 MB             | Radeon Graphics | 704:44:16 11 CU | 1300        | 1830.4                          | 65 W | 21 de julho de 2020    | OEM                 |
| Ryzen 5 3400GE           | 4 (8)           | 3.3                 | 4.0                 | 4 MB             | Vega 11         | 704:44:16 11 CU | 1300        | 1830.4                          | 35 W | 7 de julho de 2019     | OEM                 |
| Ryzen 5 Pro 3400GE       | 4 (8)           | 3.3                 | 4.0                 | 4 MB             | Vega 11         | 704:44:16 11 CU | 1300        | 1830.4                          | 35 W | 30 de setembro de 2019 | OEM                 |
| Ryzen 5 3400G            | 4 (8)           | 3.7                 | 4.2                 | 4 MB             | RX Vega 11      | 704:44:16 11 CU | 1400        | 1971.2                          | 65 W | 7 de julho de 2019     | US $149             |
| Ryzen 5 Pro 3400G        | 4 (8)           | 3.7                 | 4.2                 | 4 MB             | RX Vega 11      | 704:44:16 11 CU | 1400        | 1971.2                          | 65 W | 30 de setembro de 2019 | OEM                 |

1. ↑  A partir dos lançamentos de 2020, a AMD parou de se referir aos gráficos integrados como "Vega", portanto, todos os IGPUs baseados em Vega são marcados como AMD Radeon Graphics (em vez de Radeon Vega 3 ou Radeon Vega 10).[33][34][35]
2. ↑  Shaders unificados : Unidades de mapeamento de textura : Unidades de saída de renderização e unidades de computação (CU)
3. ↑  O desempenho de precisão simples é calculado a partir da velocidade de clock do núcleo base (ou boost) com base em uma operação FMA.

### Mobile
Recursos comuns das APUs de notebook Ryzen 3000:
- Soquete: FP5.
- Todas as CPUs suportam DDR4-2400 no modo dual-channel.
- Cache L1: 96 KB (32 KB de dados + 64 KB de instruções) por núcleo.
- Cache L2: 512 KB por núcleo.
- Todas as CPUs suportam 16 pistas PCIe 3.0.
- Inclui GPU GCN integrada de GCN 5th geração.
- Processo de fabricação: GlobalFoundries 12LP (14LP+).

| Marca e Modelo | Marca e Modelo | CPU             | CPU                 | CPU                 | CPU              | CPU         | GPU        | GPU         | GPU             | GPU                             | TDP  | Data de lançamento     |
| Marca e Modelo | Marca e Modelo | Cores (threads) | Taxa de clock (GHz) | Taxa de clock (GHz) | Cache L3 (total) | Core config | Modelo     | Clock (GHz) | Config          | Poder de processamento (GFLOPS) | TDP  | Data de lançamento     |
| Marca e Modelo | Marca e Modelo | Cores (threads) | Base                | Boost               | Cache L3 (total) | Core config | Modelo     | Clock (GHz) | Config          | Poder de processamento (GFLOPS) | TDP  | Data de lançamento     |
| -------------- | -------------- | --------------- | ------------------- | ------------------- | ---------------- | ----------- | ---------- | ----------- | --------------- | ------------------------------- | ---- | ---------------------- |
| Ryzen 7        | 3780U          | 4 (8)           | 2.3                 | 4.0                 | 4 MB             | 1 × 4       | RX Vega 11 | 1.4         | 704:44:16 11 CU | 1971.2                          | 15 W | outubro de 2019        |
| Ryzen 7        | 3750H          | 4 (8)           | 2.3                 | 4.0                 | 4 MB             | 1 × 4       | RX Vega 10 | 1.4         | 640:40:16 10 CU | 1792.0                          | 35 W | 6 de janeiro de 2019   |
| Ryzen 7        | 3700C          | 4 (8)           | 2.3                 | 4.0                 | 4 MB             | 1 × 4       | RX Vega 10 | 1.4         | 640:40:16 10 CU | 1792.0                          | 15 W | 22 de setembro de 2020 |
| Ryzen 7        | 3700U          | 4 (8)           | 2.3                 | 4.0                 | 4 MB             | 1 × 4       | RX Vega 10 | 1.4         | 640:40:16 10 CU | 1792.0                          | 15 W | 6 de janeiro de 2019   |
| Ryzen 5        | 3580U          | 4 (8)           | 2.1                 | 3.7                 | 4 MB             | 1 × 4       | Vega 9     | 1.3         | 576:36:16 9 CU  | 1497.6                          | 15 W | outubro de 2019        |
| Ryzen 5        | 3550H          | 4 (8)           | 2.1                 | 3.7                 | 4 MB             | 1 × 4       | Vega 8     | 1.2         | 512:32:16 8 CU  | 1228.8                          | 35 W | 6 de janeiro de 2019   |
| Ryzen 5        | 3500C          | 4 (8)           | 2.1                 | 3.7                 | 4 MB             | 1 × 4       | Vega 8     | 1.2         | 512:32:16 8 CU  | 1228.8                          | 15 W | 22 de setembro de 2020 |
| Ryzen 5        | 3500U          | 4 (8)           | 2.1                 | 3.7                 | 4 MB             | 1 × 4       | Vega 8     | 1.2         | 512:32:16 8 CU  | 1228.8                          | 15 W | 6 de janeiro de 2019   |
| Ryzen 5        | 3450U          | 4 (8)           | 2.1                 | 3.5                 | 4 MB             | 1 × 4       | Vega 8     | 1.2         | 512:32:16 8 CU  | 1228.8                          | 15 W | junho de 2020          |
| Ryzen 3        | 3350U          | 4 (4)           | 2.1                 | 3.5                 | 4 MB             | 1 × 4       | Vega 6     | 1.2         | 384:24:8 6 CU   | 921.6                           | 15 W | 6 de janeiro de 2019   |
| Ryzen 3        | 3300U          | 4 (4)           | 2.1                 | 3.5                 | 4 MB             | 1 × 4       | Vega 6     | 1.2         | 384:24:8 6 CU   | 921.6                           | 15 W | 6 de janeiro de 2019   |

1. ↑  Core Complexes (CCX) × cores por CCX
2. ↑  Shaders unificados : Unidades de mapeamento de textura : Unidades de saída de renderização e unidades de computação (CU)
3. ↑  O desempenho de precisão simples é calculado a partir da velocidade de clock do núcleo base (ou boost) com base em uma operação FMA.

1. 1 2 3  Modelo também disponível como versão PRO,[67][68][69] lançado em 8 de abril de 2019

### Embedded APUs
Em 2022, a AMD anunciou a série R2000 de APUs integradas.
| Modelo | Data de lançamento | Fab        | CPU            | CPU                 | CPU                 | CPU                             | CPU             | CPU   | GPU         | GPU           | GPU         | GPU                             | Socket | Suporte PCIe   | Suporte de memória         | TDP     |
| Modelo | Data de lançamento | Fab        | Cores (Thread) | Taxa de clock (GHz) | Taxa de clock (GHz) | Cache                           | Cache           | Cache | Arquitetura | Config        | Clock (GHz) | Poder de processamento (GFLOPS) | Socket | Suporte PCIe   | Suporte de memória         | TDP     |
| Modelo | Data de lançamento | Fab        | Cores (Thread) | Base                | Boost               | L1                              | L2              | L3    | Arquitetura | Config        | Clock (GHz) | Poder de processamento (GFLOPS) | Socket | Suporte PCIe   | Suporte de memória         | TDP     |
| ------ | ------------------ | ---------- | -------------- | ------------------- | ------------------- | ------------------------------- | --------------- | ----- | ----------- | ------------- | ----------- | ------------------------------- | ------ | -------------- | -------------------------- | ------- |
| R2312  | 7 de junho de 2022 | GloFo 12LP | 2 (4)          | 2.7                 | 3.5                 | 64 KB inst. 32 KB data per core | 512 KB per core | 4 MB  | GCN 5       | 192:12:4 3 CU | 1.2         | 460.8                           | FP5    | 8 lanes Gen 3  | DDR4-2400 dual-channel ECC | 10–25 W |
| R2314  | 7 de junho de 2022 | GloFo 12LP | 4 (4)          | 2.1                 | 3.5                 | 64 KB inst. 32 KB data per core | 512 KB per core | 4 MB  | GCN 5       | 384:24:8 6 CU | 1.2         | 921.6                           | FP5    | 16 lanes Gen 3 | DDR4-2666 dual-channel ECC | 10–35 W |

1. ↑  Shaders Unificados: Unidades de Mapeamento de Textura: Unidades de Saída de Renderização e Unidades de Computação (CU)
2. ↑  O desempenho de precisão única é calculado a partir da velocidade de clock base (ou aumento) do núcleo com base em uma operação FMA.